# Las modelos
Las modelos (en francés: Les Poseuses) es un cuadro del pintor francés Georges Pierre Seurat realizado entre 1884 y 1886, que se exhibe en la Barnes Foundation, Estados Unidos.
Seurat pintó esta obra como respuesta a los críticos que aducían la imposibilidad de que su técnica pictórica, que juzgaban fría y carente de sentimiento, lograra representar la vida. El desnudo propuesto está realizado con tres poses de la misma modelo, y resulta interesante notar al fondo de la composición, ambientada en el estudio del artista, varios bocetos y parte de su pintura Tarde de domingo en la isla de la Grande Jatte.
Se considera en general, sin embargo, que el cuadro es una prueba en sí mismo de que el puntillismo (o neoimpresionismo) no logró producir obras de vibración similar al impresionismo. 